# Häradsbäck

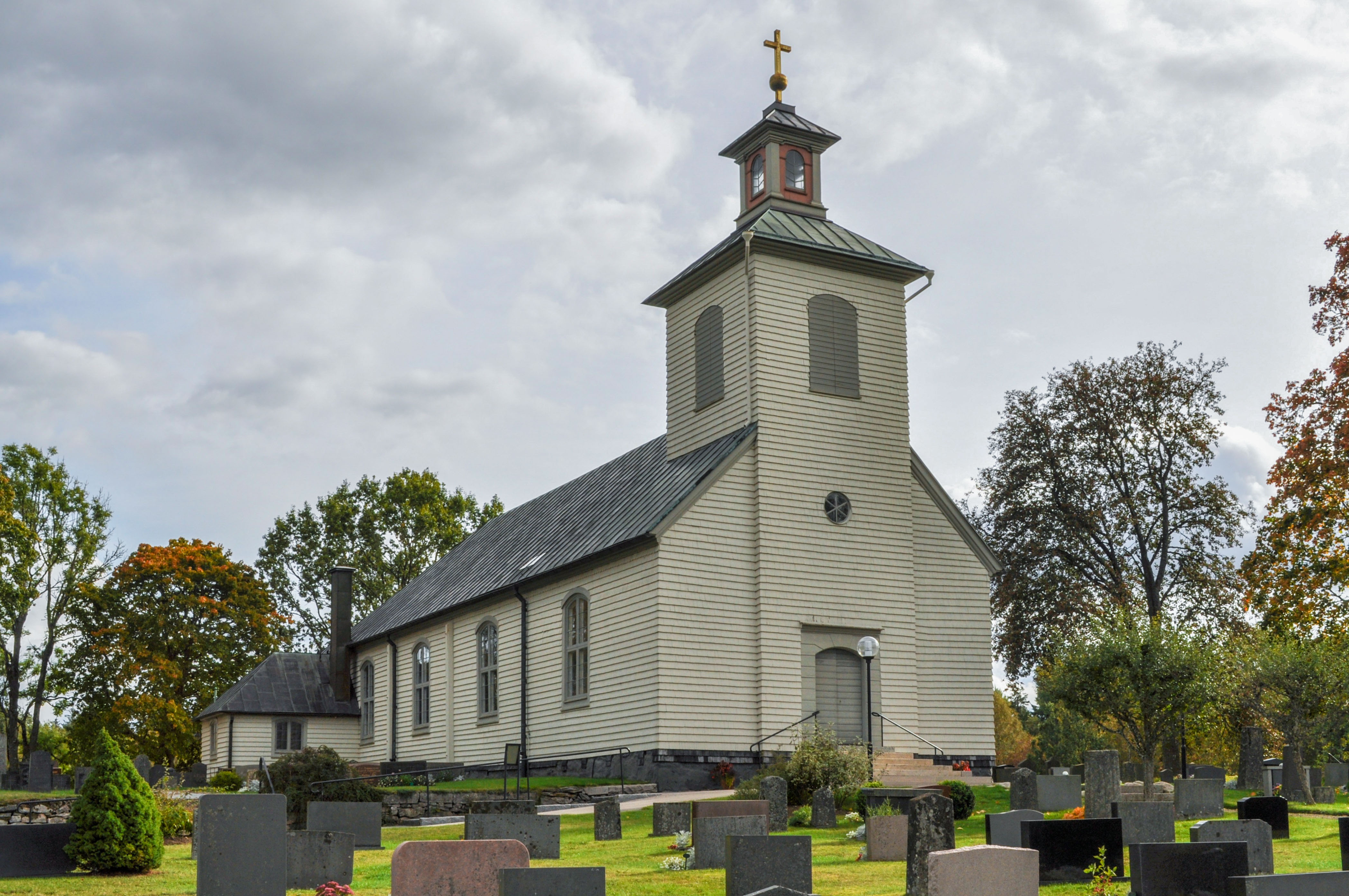
Härlunda kyrka

Häradsbäck är en kyrkby i Härlunda socken och småort i Älmhults kommun i Småland, ganska nära gränsen till Skåne. 
Byn ligger längs länsväg 120 mellan Älmhult och Tingsryd. 

## Befolkningsutveckling
| Befolkningsutvecklingen i Häradsbäck 1960–2010 | Befolkningsutvecklingen i Häradsbäck 1960–2010 | Befolkningsutvecklingen i Häradsbäck 1960–2010 | Befolkningsutvecklingen i Häradsbäck 1960–2010 | Befolkningsutvecklingen i Häradsbäck 1960–2010 |
| ---------------------------------------------- | ---------------------------------------------- | ---------------------------------------------- | ---------------------------------------------- | ---------------------------------------------- |
|                                                |                                                |                                                |                                                |                                                |
| År                                             |                                                |                                                | Folkmängd                                      | Areal (ha)                                     |
| 1960                                           | 1960                                           |                                                | 239                                            |                                                |
| 1965                                           | 1965                                           |                                                | 246                                            |                                                |
| 1970                                           | 1970                                           |                                                | 256                                            |                                                |
| 1975                                           | 1975                                           |                                                | 240                                            |                                                |
| 1980                                           | 1980                                           |                                                | 232                                            |                                                |
| 1990                                           | 1990                                           |                                                | 223                                            | 69                                             |
| 1995                                           | 1995                                           |                                                | 208                                            | 69#                                            |
| 2000                                           | 2000                                           |                                                | 181                                            | 69#                                            |
| 2005                                           | 2005                                           |                                                | 173                                            | 69#                                            |
| 2010                                           | 2010                                           |                                                | 179                                            | 71#                                            |
| 2015                                           | 2015                                           |                                                | 155                                            | 60#                                            |
| Anm.: Upphörde som tätort 2000. # Som småort.  |                                                |                                                |                                                |                                                |

## Samhället
Här finns affär, bensinmack, förskola och bibliotek. Café Hagadal i Häradsbäck var länge känt för sin bevarade 1950-talsstämning, men är numera stängt.
I Häradsbäck ligger också Härlunda kyrka, byggd av timmer och utvändigt klädd med spån. Kyrkan har anor åtminstone från 1600-talet, men blev kraftigt om- och tillbyggd 1822.
Sommaren 2013 startades första delen av byns fibernät upp, efter att fiberföreningen kämpat hårt i flera år för att göra en uppbyggnad möjlig.
Föreningen lade stor vikt vid att även kringliggande småbyar skulle få fiber och i augusti 2014 var sista etappen klar varpå nätet invigdes officiellt.

## Näringsliv
- Affär - Handelsboden, dagligvaror och mat, ombud för bland andra Posten, DHL, Schenker, Systembolaget och Apoteket.
- Café - Café Linnea, som ligger i anslutning till Handelsboden, startade 2018.
- Bensinmack - En automatstation i Q-stars regi med 95-oktanig bensin samt diesel.
- Däckverkstad - Kroons Vulk & Service.
- Lampgrossist - Unison AB som importerar ljuskällor och säljer till butiker.
- Snickeri - Härlunda snickeri AB.
- Dans - Balders Hage Nöje (se separat beskrivning nedan).

## Balders Hage
I södra Småland och norra Skåne har Häradsbäck i mer än 70 år varit känt för nöjesstället Balders Hage, tidigare benämnt Linkullen. En mängd kända svenska artister har uppträtt där genom åren och dragit stor publik, trots Häradsbäcks inte särskilt centrala läge. Balders Hage gick i konkurs sommaren 2010. Enligt uppgift i lokalpressen i slutet av 2010 hade Balders Hage fått nya ägare som avsåg fortsätta med likartad verksamhet efter renovering av lokalerna. Bland annat har det arrangerats discon och dans i form av Skolbalders.